# Všude dobře, proč být doma
Všude dobře, proč být doma (v anglickém originále Away We Go) je americký komediálně-dramatický film Sama Mendese z roku 2009 v hlavních rolích s Johnem Krasinskim a Mayou Rudolph.

## Děj
Verona De Tessant a Burt Farlander jsou pár po třicítce, jenž si stále nevybudoval stabilní plnohodnotný život. Právě přijdou na to, že je Verona těhotná. Burt se snaží chovat tak, aby se stal dobrým dceřiným otcem, např. se snaží naučit vyřezávat a vázat uzly. Když je Verona v šestém měsíci, společně navštíví Burtovy rodiče - Glorii a Jerryho jen, aby zjistili, že se chystají přestěhovat na dva roky do Antverp. Zklamaní Burt a Verona v tom ale naleznou příležitost pro nalezení jiného lepšího místa, kde by jejich dcera mohla vyrůstat.
Nejdříve se vydají do Phoenixu za Veroninou starou šéfkou Lily, jejím manželem Lowellem a jejich dětmi. Jsou znechuceni jejich hrubým chováním k sobě navzájem i k dětem, a tak pokračují do Tucsonu za Veroninou sestrou Grace. Na Veroninu žádost se Burt pokouší Grace přesvědčit, aby zůstala se svým nudným přítelem. Grace se pak snaží s Veronou mluvit o jejich mrtvých rodičích, ale Veroně se nechce.
Jejich další zastávkou je Madison, kde navštíví Burtovu přítelkyni z dětství a nevlastní sestřenici "LN", univerzitní profesorku s velice radikálními názory na rodičovství. Burt a Verona jí přinesou jako dárek kočárek pro dítě, čímž se LN velice naštve s odůvodněním, že se s manželem Roderickem snaží vybudovat pro děti "kontinuální domov". Po několika dalších neshodách dojde k hádce, ve které Burt řekne LN a Roderickovi, že jsou strašní lidé, a spolu s Veronou je opouštějí.
Po zážitku z Madisonu se Burt s Veronou rozhodli navštívit staré přátele z univerzity v Montrealu Toma a Munch Garnettovy, kteří mají rodinu různorodých adoptivních dětí. Verona a Burt jsou šťastní, že našli příklad milující rodiny a hezkého města a rozhodnou se přestěhovat do Montrealu.
Druhý den ráno ale Burtovi zavolá z Miami jeho bratr Courtney, protože ho opustila manželka, a tak se vydají za ním. Courtney se bojí o svou dceru Annabelle kvůli tomu, jaký na ni může mít vliv rozvod rodičů. Burt se snaží uklidnit Courtneyho a Verona mezitím tráví čas s Annabelle. Oba jsou zděšení tím, že takové krásné děvče jako ona musí strávit zbytek života bez matky. Pak si navzájem slíbí, že budou milovat sebe i dceru a budou mít šťastný domov.
Následující ráno Verona řekne Burtovi příběh o svém dětství a rodičích. Následkem toho se rozhodnou odjet do Veronina starého domu. Zjistí, že to je pravé místo pro ně, sednou si a šťastně ční nad vodou.

## Obsazení
| John Krasinski         | Burt Farlander     |
| Maya Rudolph           | Verona De Tessant  |
| Jeff Daniels           | Jerry Farlander    |
| Catherine O'Hara       | Gloria Farlander   |
| Carmen Ejogo           | Grace De Tessant   |
| Jim Gaffigan           | Lowell             |
| Maggie Gyllenhaal      | LN                 |
| Josh Hamilton          | Roderick           |
| Allison Janney         | Lily               |
| Melanie Lynskey        | Munch Garnett      |
| Chris Messina          | Tom Garnett        |
| Paul Schneider (herec) | Courtney Farlander |